# Rajd Turcji 2000
Rajd Tofaş 2000 (29. Rally of Turkey) – 29 edycja rajdu samochodowego Rajdu Tofaş rozgrywanego we Turcji. Rozgrywany był od 15 do 17 września 2000 roku. Była to trzydziesta dziewiąta runda Rajdowych Mistrzostw Europy w roku 2000 (rajd miał najwyższy współczynnik - 20) oraz szósta runda Rajdowych Mistrzostw Turcji.

## Klasyfikacja rajdu
| Miejsce                      | Kierowca                     | Pilot                        | Samochód                     | Czas                         | Strata                       |                              |
| Klasyfikacja generalna i ERC | Klasyfikacja generalna i ERC | Klasyfikacja generalna i ERC | Klasyfikacja generalna i ERC | Klasyfikacja generalna i ERC | Klasyfikacja generalna i ERC | Klasyfikacja generalna i ERC |
| ---------------------------- | ---------------------------- | ---------------------------- | ---------------------------- | ---------------------------- | ---------------------------- | ---------------------------- |
| 1.                           | Henrik Lundgaard             | Jens-Christian Anker         | Toyota Corolla WRC           | 2:50:12.6                    | 0.0                          |                              |
| 2.                           | Serkan Yazici                | Erkan Bodur                  | Toyota Corolla WRC           | 2:54:17.4                    | +4:04.8                      |                              |
| 3.                           | Ercan Kazaz                  | Cem Bakançocukları           | Subaru Impreza S5 WRC '99    | 2:55:35.3                    | +5:22.7                      |                              |
| 4.                           | Volkan Isik                  | Yusuf Avimelek               | Subaru Impreza S5 WRC '99    | 3:00:32.1                    | +10:19.5                     |                              |
| 5.                           | Isolde Holderied             | Heike Feichtinger            | Toyota Corolla WRC           | 3:03:59.2                    | +13:46.6                     |                              |
| 6.                           | Hakan Dinç                   | Bulent Korzay                | Opel Astra Kit Car           | 3:06:18.1                    | +16:05.5                     |                              |
| 7.                           | Ali Deveci                   | Kaan Özsenler                | Fiat Punto Kit Car           | 3:12:10.9                    | +21:58.3                     |                              |
| 8.                           | Yılmaz Köprücü               | Menderes Gürkal              | Opel Astra GSi 16V           | 3:12:50.1                    | +22:37.5                     |                              |
| 9.                           | Nejat Avci                   | Ekrem Cir                    | Citroën Saxo Kit Car         | 3:20:28.4                    | +30:15.8                     |                              |
| 10.                          | Ali Ersin                    | Ahmet Yoruk                  | Mitsubishi Lancer Evo VI     | 3:22:42.2                    | +32:29.6                     |                              |
| Mistrzostwa Turcji           |                              |                              |                              |                              |                              |                              |
| 1.                           | Serkan Yazici                | Erkan Bodur                  | Toyota Corolla WRC           | 2:54:17.4                    | +4:04.8                      |                              |
| 2.                           | Ercan Kazaz                  | Cem Bakançocukları           | Subaru Impreza S5 WRC '99    | 2:55:35.3                    | +1:17.9                      |                              |
| 3.                           | Volkan Isik                  | Yusuf Avimelek               | Subaru Impreza S5 WRC '99    | 3:00:32.1                    | +6:14.7                      |                              |
| 4.                           | Hakan Dinç                   | Bulent Korzay                | Opel Astra Kit Car           | 3:06:18.1                    | +12:00.7                     |                              |
| 5.                           | Ali Deveci                   | Kaan Özsenler                | Fiat Punto Kit Car           | 3:12:10.9                    | +17:53.5                     |                              |
| 6.                           | Yılmaz Köprücü               | Menderes Gürkal              | Opel Astra GSi 16V           | 3:12:50.1                    | +18:32.7                     |                              |
| 7.                           | Nejat Avci                   | Ekrem Cir                    | Citroën Saxo Kit Car         | 3:20:28.4                    | +26:11.0                     |                              |
| 8.                           | Ali Ersin                    | Ahmet Yoruk                  | Mitsubishi Lancer Evo VI     | 3:22:42.2                    | +28:24.8                     |                              |